# فلفله (الجزایر)
فلفله (به عربی: فلفلة) یک شهرداری در الجزایر است که در استان سکیکده واقع شده‌است.